# Támasztószerkocsis mozdony

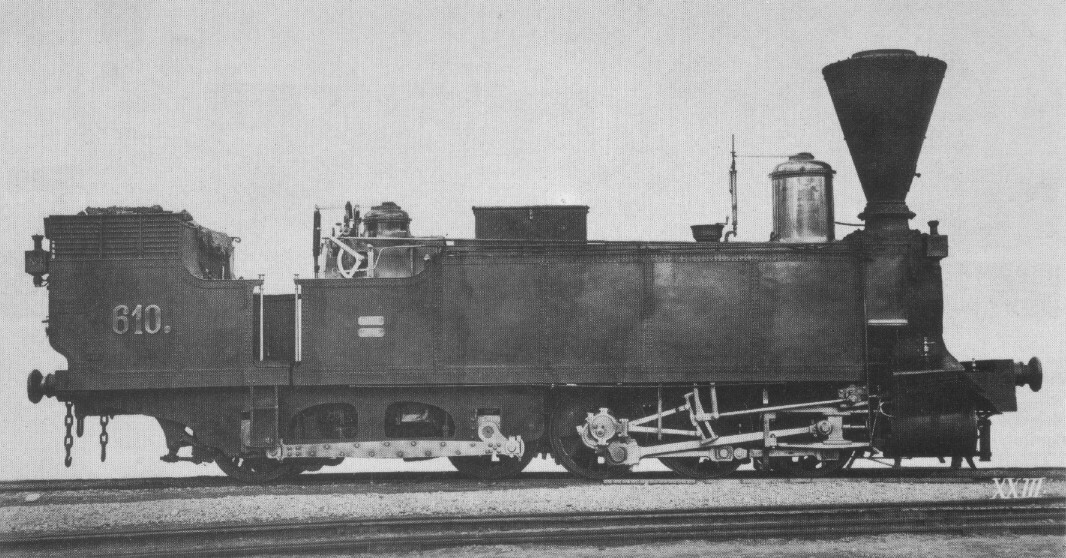
SB 610

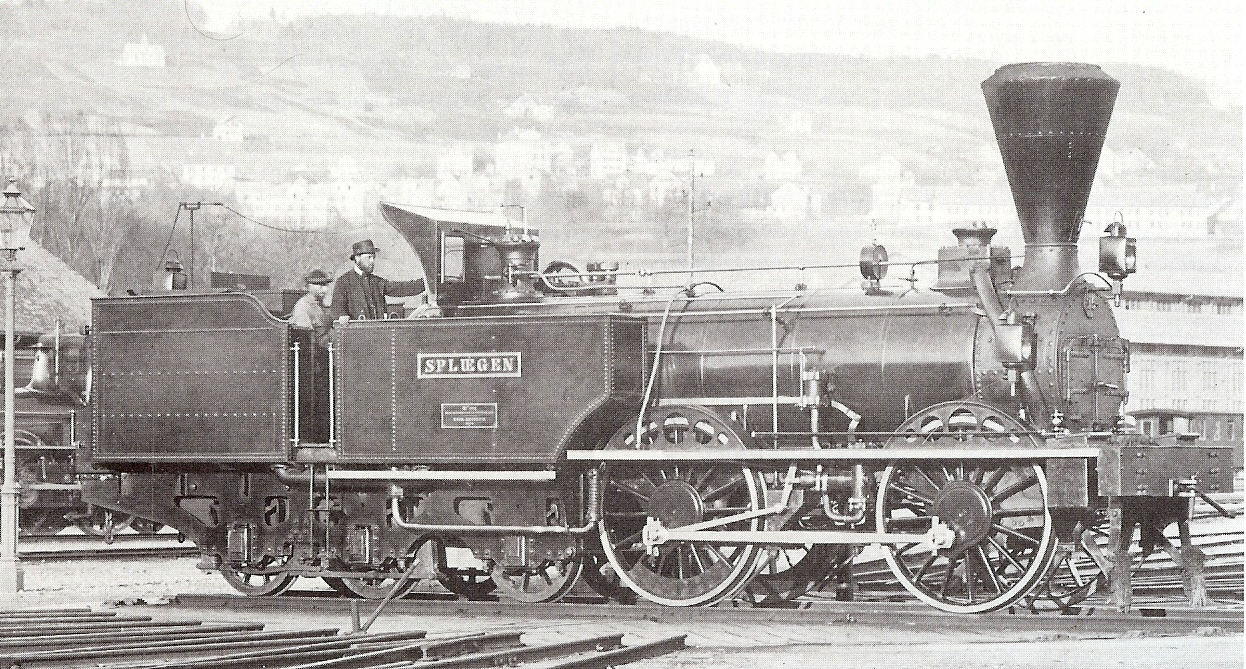
VSB Eb 2/5

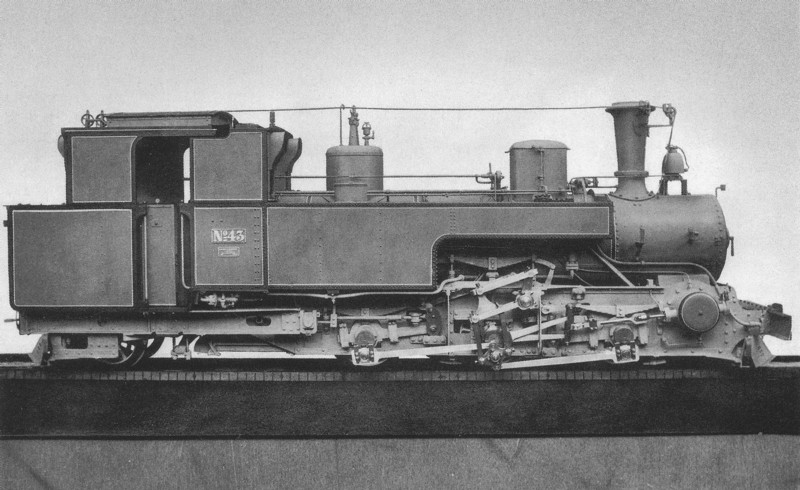
Sächsische III K

A támasztószerkocsis mozdony egy speciális építési formájú gőzmozdony, ahol a hátsó kapcsolt tengelyen túlnyúló tűzszekrényt a szerkocsi alátámasztja. A kapcsolatot a szerkocsi és a mozdony között a szerkocsi első tengelye előtt lévő gömbcsukló biztosítja.
Az első támasztószerkocsis mozdonyt Engerth professzor építette az osztrák Semmeringbahn részére 1853-ban (lásd: Engerth mozdony). Ez egy belül elhelyezett három kapcsolt tengelyű és kéttengelyes szerkocsiból álló mozdony volt, melynél a szerkocsi két tengelyét fogaskerékkel hajtotta. A szerkocsi fogaskerékhajtása nem vált be a mozdonyon, de a támasztószerkocsi elv megmaradt, s még ebben az évben további 24 db mozdony épült fogaskerék-kapcsolat nélkül.
Németországban 1861 és 1872 között épített támasztószerkocsi mozdonyt a Egestorff illetve a Hanomag épített a Braunschweigische Staatsbahnnak. Ezek a mozdonyok B3' és C2' tengelyelrendezésűek voltak hosszan túlnyúló lelógó Behne-Kool tűzszekrénnyel, melyben két egymás utáni rostély volt, s így a gyengébb minőségű rostálatlan szenet is el lehetett tüzelni.
Ezen kívül még a Bajor Államvasutak próbálkozott rövid ideig a támasztószerkocsi formával, így a kétcsatlós B V PHOENIX-szel és az öt háromcsatlós CII-vel (lásd a bajor gőzmozdonyok listáját). Az elv itt sem vált be, ezért a mozdonyokat átépítették hagyományos szerkocsisra.
További támasztószerkocsis mozdonyok voltak üzemben Belgiumban, Franciaországban, Ausztriában és Spanyolországban.

## Fordítás
- Ez a szócikk részben vagy egészben  a   Stütztenderlokomotive című német Wikipédia-szócikk fordításán alapul.  Az eredeti cikk szerkesztőit annak laptörténete sorolja fel. Ez a jelzés csupán a megfogalmazás eredetét és a szerzői jogokat jelzi, nem szolgál a cikkben szereplő információk forrásmegjelöléseként. Az eredeti szócikk forrásai szintén ott találhatóak.